# Conistra conjuncta
Conistra conjuncta là một loài bướm đêm trong họ Noctuidae.